# كلية علوم الحاسوب جامعة مانشستر
كلية علوم الحاسب في جامعة مانشستر هي أقدم مدرسة مختصة في علوم الحاسوب في المملكة المتحدة، وواحدة من أكبر الكليات. تقع على طريق أكسفورد، يدرس فيها حاليًا أكثر من 800 طالب بالإضافة إلى مجموعة واسعة من البرامج الجامعية، وبرامج الدراسات العليا و60 هيئة تدريس.

## الإدارة
رأس الكلية عشرة رؤساء منذ إنشائها في عام 1964.
1. روبرت ستيفنز من 2016 حتى الآن
2. جيم أميال من 2011 إلى 2016
3. نورمان باتون 2008 - 2011
4. كريس تايلور 2004 - 2008
5. ستيف فوربر 2001 - 2004
6. بريان واربويس 1996 - 2001
7. هوارد بارينغز 1991 - 1996
8. جون غورد 1987 -1991
9. داي إدواردز 1980 - 1987[4][5]
10. توم كيلبورن 1964 - 1980[6][7]

## معرض الصور

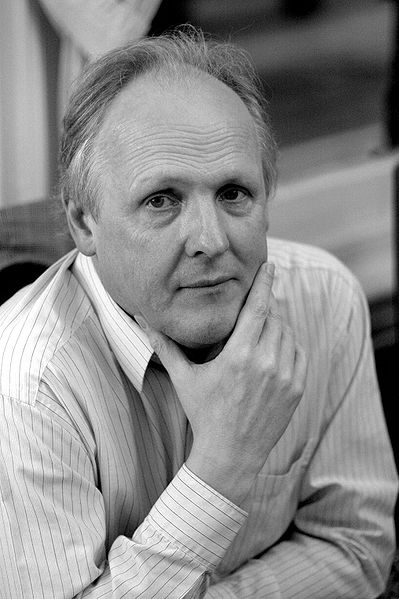
ستيف فوربر أحد رؤساء الكلية
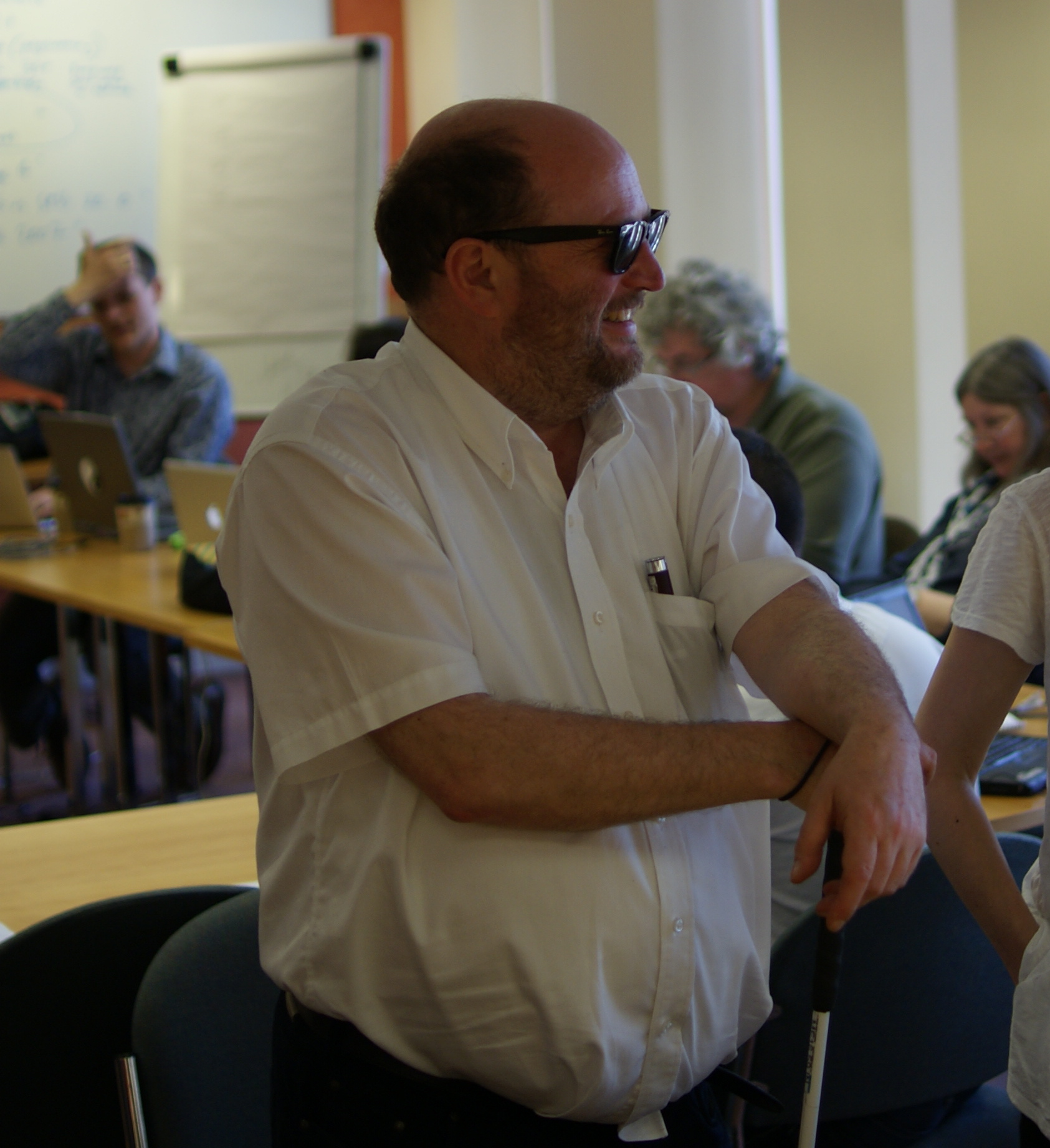
البروفيسور روبرت ستيفنز، رئيس الكلية منذ 2016
توم كيلبورن (1921-2001) أول رئيس للكلية من عام 1964 وحتى عام 1980توم كيلبورن (1921-2001) أول رئيس للكلية من عام 1964 وحتى عام 1980